# Богуславський Михайло Соломонович
Михайло Соломонович Богуславський (13 травня 1886, посад Крюків, тепер у складі міста Кременчук Полтавської області — розстріляний 1 лютого 1937, місто Москва, тепер Російська Федерація) — радянський партійний діяч, секретар ВУЦВК, голова Малої РНК РРФСР.

## Біографія
Народився 13 травня (або, за даними анкет, 1 вересня) 1886 року в єврейській родині кравця. Навчався два роки в початковій школі для бідних дітей у Кременчуці. У 1898 році пішов з дому, проживав у Харкові в родича. Працював учнем складача, складачем друкарні Харківського губернського управління, належав до нелегальної профспілки «Товариство взаємодопомоги складачів».
З 1904 року брав участь у соціал-демократичному русі, з 1904 по 1908 рік був членом Поалей-Ціону, а з 1908 по 1912 рік — Єврейської соціалістичної робітничої партії.
У листопаді 1904 року був заарештований поліцією за розповсюдження листівок. Літом 1905 року Богуславського звільнили з роботи. Учасник революції 1905—1907 років. У листопаді 1905 року знову заарештований, до лютого 1906 року сидів у в'язниці Харкова. У 1906 році висланий з Харкова до Крюкова під нагляд поліції. Переїхав до Києва, працював складачем нелегальної друкарні.
У 1906 році заарештований і висланий із Києва. Переїхав до Миколаєва, де проживав до 1912 року. Був організатором робітничого кооперативу «Трудова копійка». З 1912 року працював головою Кременчуцької загальноміської лікарняної каси.
Після Лютневої революції 1917 року став одним із організаторів Кременчуцької ради робітничих і солдатських депутатів, був обраний заступником голови Кременчуцької ради. Член РСДРП(б) з березня 1917 року. Обирався депутатом міської думи Кременчука та членом міської управи.
У жовтні 1917 — березні 1918 року — голова Кременчуцької ради робітничих і солдатських депутатів, член Кременчуцького комітету РСДРП(б). Делегат ІІ Всеросійського з'їзду Рад.
З січня 1918 року — організатор робітничих військових загонів, начальник штабу групи радянських військ, що воювала проти німців на ділянці Кременчук—Знам'янка—Ромодан.
У березні 1918 року на Другому Всеукраїнському з'їзді рад обраний членом Українського Центрального виконавчого комітету (ЦВК) та членом колегії Народного секретаріату фінансів Українського радянського уряду.
Після окупації німцями України втік до Воронежа, де з березня по квітень 1918 року був членом, а у квітні 1918 року — головою виконавчого комітету Воронезької губернської ради. З травня 1918 по січень 1919 року — голова Воронезької міської ради та одночасно очолював міський комітет РКП(б). У січні 1919 року — завідувач Української секції ЦК РКП(б).
Із 26 січня по березень 1919 року — на політичній роботі в Червоній армії, брав участь у радянській окупації України. Після захоплення радянськими військами Кременчука з березня по липень 1919 року очолював Кременчуцьку міську раду.
З серпня по вересень 1919 року — секретар Всеукраїнського Центрального виконавчого комітету (ВУЦВК).
Під час наступу Денікіна в 1919 році був на політичній роботі в Червоній армії. З 19 серпня по вересень 1919 року — секретар Ради робітничо-селянської оборони Української СРР.
У грудні 1919 року знову повернувся в Україну, став членом Харківського губернського військово-революційного комітету та завідувачем відділу управління Харківської губернії. Одночасно в грудні 1919 — січні 1920 року — завідувач організаційного відділу Харківського губернського комітету КП(б)У. У січні 1920 року — заступник голови Харківського губернського революційного комітету. У 1920—1921 роках належав до групи «демократичних централістів».
З 12 липня по грудень 1920 року — завідувач відділу агітації і просвіти Головного політичного управління Народного комісаріату шляхів сполучення РРФСР.
У 1921 — вересні 1924 року — голова Московського губернського відділу Спілки друкарів, член ВЦРПС.
У 1921—1922 роках — член Московського міського комітету РКП(б) та член президії Московської міської ради. З 4 квітня по 8 липня 1921 року був керуючий справами президії Московської ради і Московського губернського виконавчого комітету. З 16 вересня 1921 по 14 жовтня 1922 року — голова Московської губернської комісії допомоги голодуючим при Московській раді.
19 грудня 1922 — 4 лютого 1924 року — другий заступник голови Московської міської ради і Московського губернського виконавчого комітету.
З 1923 року належав до лівої опозиції у РКП(б), підписав «Заяву 46-ти».
До вересня 1924 року — член Малої Ради народних комісарів РРФСР.
1 вересня 1924 — грудень 1927 року — голова Малої Ради народних комісарів РРФСР.
З грудня 1927 по січень 1928 року — член правління і заступник голови Головного управління державного страхування СРСР.
18 грудня 1927 року виключений з ВКП(б) за троцькістську опозиційну діяльність.
На початку 1928 року відправлений до Новосибірська, де з січня 1928 по серпень 1930 року працював заступником голови Сибірської крайової планової комісії.
8 травня 1930 року, після подання заяви про відхід від опозиції, був відновлений у членах ВКП(б).
У серпні 1930 — березні 1932 року — заступник голови Західно-Сибірської крайової планової комісії.
З березня 1932 по серпень 1936 року працював начальником будівництва і директором (з січня 1934 року) Сибірського заводу сільськогосподарського машинобудування № 153 в місті Новосибірську. До серпня 1936 року також начальник будівництва авіаційного заводу № 153 імені Чкалова в місті Новосибірську.
8 серпня 1936 року заарештований органами НКВС. Залучений до сфабрикованого відкритого політичного процесу «Паралельного антирадянського троцькістського центру». 30 січня 1937 року засуджений до страти. Розстріляний 1 лютого 1937 року в Москві, похований на Донському цвинтарі.
30 вересня 1987 року пленум Верховного суду СРСР скасував вирок, посмертно реабілітувавши Михайла Богуславського. У 1988 році був посмертно поновлений в членах КПРС.